# The Jolson Story
 The Jolson Story és una pel·lícula estatunidenca dirigida per Alfred E. Green, estrenada el 1946.

## Argument[1]
Biografia d'Al Jolson, primer actor que va actuar en una pel·lícula sonora: El Cantant de jazz

## Repartiment
- Larry Parks: Al Jolson
- Evelyn Keyes: Julie Benson
- William Demarest: Steve Martin
- Bill Goodwin: Tom Baron
- John Alexander: Lew Dockstader
- Ernest Cossart: pare McGee
- Ludwig Donath: Cantor Yoelson
- Will Wright

I, entre els actors que no surten als crèdits :
- Lilian Bond: Una dona
- Doris Lloyd: Alice, la serventa
- Harry Shannon: Reilly, el policia

## Premis i nominacions

### Premis
- 1947: Oscar a la millor edició de so per John P. Livadary (Columbia SSD)
- 1947: Oscar a la millor banda sonora per Morris Stoloff

### Nominacions
- 1947: Oscar al millor actor per Larry Parks
- 1947: Oscar a la millor actriu secundària per William Demarest
- 1947: Oscar a la millor fotografia per Joseph Walker
- 1947: Oscar al millor muntatge per William A. Lyon